# Dabiša István bosnyák király
Dabiša István (1323 körül – Kraljeva Sutjeska, 1395. szeptember 7.), horvát és bosnyák nyelven: Stjepan Dabiša, szerbül: Стефан Дабиша, bosnyák király. Kotromanić Erzsébet magyar királyné és I. Tvrtko bosnyák király elsőfokú unokatestvére, valamint V. István magyar király ükunokája.

## Élete
Kotromanić Ninoszlávnak, I. István bosnyák bán és Nemanjić Erzsébet szerb királyi hercegnő (István Dragutin szerb királynak és Árpád-házi Katalin magyar királyi hercegnőnek, V. István magyar király legidősebb lányának a lánya) legkisebb fiának ismeretlen ágyasától született természetes fia. II. István bosnyák bánnak, Kotromanić Erzsébet magyar királyné apjának volt az unokaöccse, és az elsőfokú unokatestvérének, I. Tvrtko bosnyák királynak a halála (1391. március 10.) után foglalta el a bosnyák trónt. I. Tvrtko kiskorú fia, Ifjabb Tvrtko (a későbbi II. Tvrtko) helyett őt választották Bosznia királyává mint a Kotromanić-dinasztia rangidős férfi tagját.

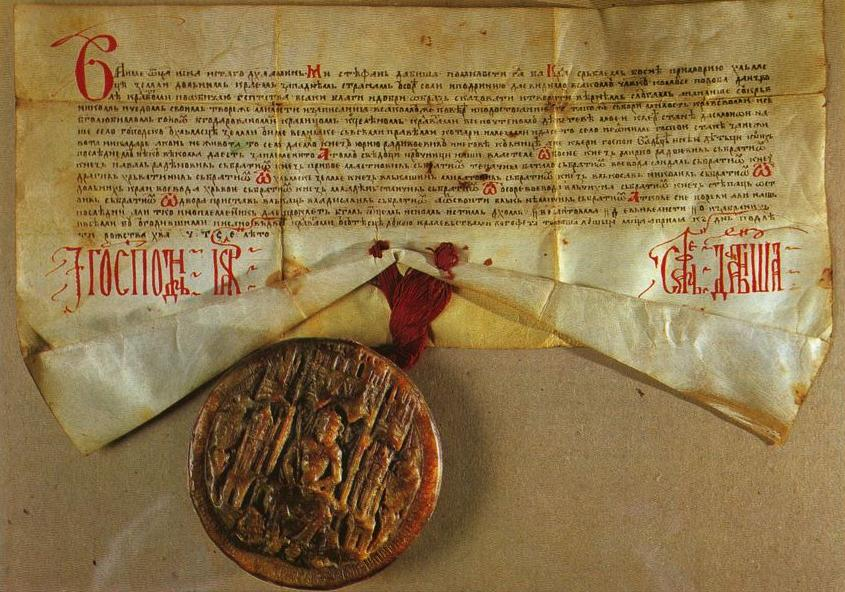
Az oklevél, melyben Dabiša István felesége, Gruba Ilona királyné a Humban fekvő Velijake községet a Sztana nevű lányuknak ajándékozza.

Felesége Gruba Ilona, akivel az 1391-es trónra kerülésekor már házasok voltak, így Ilona rögtön Bosznia királynéja lett. Dabiša 1393-ban Luxemburgi Zsigmondot, a Kotromanić leszármazott Mária magyar királynő férjét tette meg örökösének Boszniában. Dabiša 1395. szeptember 7-én Kraljeva Sutjeska városában halt meg. Mária királynő négy hónappal ezelőtt, 1395. május 17-én hunyt el, és Zsigmond trónja Magyarországon hosszú ideig ingataggá vált, így a bosnyák trónöröklési reményei is elszálltak ezzel egy időre. A boszniai főrendek azonban Dabiša kiskorú fiát, Kotromanić N. (nevét a források nem említik) herceget is mellőzték, és Dabiša István özvegyét, Gruba Ilona özvegy királynét választották királlyá. Dabiša István királyt Babolcon (Bobovác) a királyi kápolnában helyezték végső nyugalomra.
Két gyermekéről tudunk, egy fiúról és egy lányról, de név szerint csak a lányát ismerjük, akinek a nevét egy 1395. április 26-án kelt oklevél említi, mely szerint a Humban fekvő Velijake községet az akkor még királynéi szerepű anya, Gruba Ilona Sztana nevű lányuknak ajándékozza, és lányuk halála esetén Radivojević György és utódai öröklik. Fajfrić kijelenti, hogy Radivojević György Sztana hercegnő lányának, Vladikának volt a férje.

## Gyermekei
- Gruba Ilona (–1399 (után)) bosnyák királynétól és királynőtől, 2 gyermek:
  - N. (fiú) bosnyák királyi herceg és trónörökös, feltehetően kiskorában meghalt
  - Sztana (Anasztázia) (–1395 után) bosnyák királyi hercegnő, férje N. N., 1 leány:
    - Vladika (Vladava), férje Radivojević György (–1408), 4 fiú